# 南风窗
《南風窗》，是中華人民共和國境內的一份時事政治類綜合雙周刊雜誌，由廣州日報報業集團主管，立場中間偏左，在政治、經濟及思想學術領域具有廣泛閱知率。讀者以政府機關、學術機構和大型企業的中堅力量最為集中，在中國內部發行量最大（單期近66萬）的政經新聞雜誌，在中國報刊零售市場上、以及公務、科研和公司等機構訂閱，實現了雙向全覆蓋，這也是中國的新聞類雜誌中獨一無二的。

## 名稱
「南风窗」是1980年代在廣東省興起的時髦語，意指廣東人在南方的英屬香港有親戚，香港親戚的慷慨接濟就是「南风窗」，比如香港親戚背着電視機回鄉下送親等。

## 刊物历史

### 創始期
南风窗杂志创刊于1985年4月，总部位于广州，发行覆盖全国，隶属于中国第一大报业集团——广州日报报业集团。杂志社团队当时提出以改革的方式来办刊，不要求政府进行财政供养，以至于第十二期因没有印刷费而无法发行。

### 2001年
改为半月刊。总编辑秦朔辞职，外出创办《第一财经日报》。

### 2003年
时任社长陈中为杂志确立了目前的办刊口号：“为了公众利益”。

### 2005年
设立了名为“调研中国”的大学生社会调查奖学金。鼓励在校大学生进行实地调查和社会实践，并帮助完成调查的大学生发表调研报告。

### 2008年後
- 改为目前的双周刊出版周期。
- 自2008年以来，南风窗杂志社凝集资源，致力于转型成为一家研究型的立体传播机构，其编辑记者、核心供稿人大多来自于北京大学、清华大学、伦敦政治经济学院（LSE）、中共中央党校、中国社科院、香港中文大学、中国人民大学等知名院校和研究机构，拥有深厚的学术背景。并设立国家政策研究中心、品牌传播研究中心等研究部门，与知名学术机构开展合作，为政府、企业提供有价值的研究报告。
- 2011年，时任社长陈中因所谓“把关不力”被免职。主要起因为该社时任主笔赵灵敏采访台湾政治大学历史系教授唐启华后撰写的《中国要崛起，必须告别革命外交》[5]。一文有“政治导向错误”。赵灵敏也因此被免职。后由陈学工接任社长，引进了现在的主笔石勇和李北方。
- 2012年，杂志在陈中免职事件后全面改版，立场也由中间偏右转向中间偏左。成立了研究部，主管“调研中国”项目和为企业等单位进行定制出版工作。增设“全球思想家”栏目，与Project Syndicate合作，授权发表国外研究机构（如普林斯顿高等研究院）学者撰写的文章。
- 2013年，总编辑李桂文主导下出版了该社的文章选集《中国这十年（2003-2013)》，总编辑在序文宣称此书旨在全面总结已经过去的“胡温十年”政治周期中中国社会的转型与变革。
- 2013年南周新年献词事件后，作为南方报系分支的《南风窗》也由自由派倾向转向保守化，尖锐批评体制的声音迅速弱化，刊登的姚洋、张颐武等体制内人士的文章增加，自由派人士的文章占比减少、被边缘化。

## 海外評價
- 1990年代中期以来，被外界誉为“中国政经第一刊”。
- 美国《時代雜誌》称《南风窗》为“一份属于中国高级知识分子的时事刊物”[來源請求]。
- BBC、NHK等国际媒体亦曾派出摄制组对工作中的本刊记者跟进拍摄，以纪录他们作为中国传媒业一种独特标杆的价值[來源請求]。
- 在哈佛大学燕京图书馆、斯坦福大学东亚图书馆、加州伯克利大学图书馆等北美知名教育、研究机构中，收藏有自创刊以来的所有《南风窗》，他们将这本杂志作为了解中华人民共和国经济和社会改革进程的重要纽带。

### 引用
1. ↑  . 南风窗.   [2021-06-13]. （原始内容存档于2021-06-13） （中文）.
2. ↑  . 羊城晚报. 2007-02-09  [2022-06-22]. （原始内容存档于2022-06-22）.
3. ↑  王志纲. . 宁波日报. 1986: 04  [2022-06-22]. （原始内容存档于2021-05-06）.
4. ↑  http://news.sina.com.cn/c/2005-04-01/15176259437.shtml （页面存档备份，存于） 《南风窗》社长陈中作客新浪谈创刊20年(实录)
5. ↑  . 共识网. 2011-08-03  [2014-03-02]. （原始内容存档于2016-03-05）.